# Jialing Xingyin
Jialing Xingyin (chiń. 迦陵性音, pinyin Jiālíng Xìngyīn; kor. 가릉성음 Karŏng Sǒngŏm; jap. Karyō Shōin; wiet. Dà Lăng Tính Âm; ur. 1671, zm. 1726) – chiński mistrz chan ze szkoły linji, znany także jako Chuiyu.

## Życiorys
Pochodził z wybitnej rodziny z Shenyang w prowincji Liaoning. W wieku 24 lat wstąpił do zakonu buddyjskiego. Udał się do klasztoru Li’an w Hangzhou, gdzie praktykował pod kierunkiem Meng’ana Chaoge (1639–1708). W 1707 roku Meng’an został opatem klasztoru Bailin w Pekinie. Gdy w następnym roku mistrz zmarł, Jialing objął to stanowisko po nim.
Ze względu na swoje położenie klasztor ten stał jednym z ulubionych miejsc medytacji przyszłego cesarza Yongzhenga (雍正, pan. 1722-1735). Pod wpływem Jialina objął swoim patronatem również dawny jego klasztor Li’an, który znajdował się w tym czasie w całkowitym upadku, a jego opat Yuejian Chaoche (1659–1709) zmarł z głodu. W 1714 roku książę Yongzheng poprosił swojego ojca Kangxi (康熙, pan. 1661-1722) o przeznaczenie funduszy dla tego klasztoru oraz nadanie mu tytułów w celu zrewitalizowania. Od tej pory zarówno klasztor Bailin, jak i Li’an cieszyły się specjalnymi względami dworu cesarskiego i były często odwiedzane przez cesarzy.
Gdy w 1722 roku Yongzheng wstąpił na tron cesarski, Jialing zrezygnował z prowadzenia Bailin si i przeniósł się na górę Lu, ponieważ cesarz nie chciał aby dwór plotkował o jego słabości do buddyzmu.
Po śmierci mistrza Jialinga Xingyina na górze Lu, cesarz wydał specjalny edykt 30 grudnia 1726 roku aby uczcić śmierć mistrza.

## Linia przekazu Dharmy zen
Pierwsza liczba oznacza liczbę pokoleń mistrzów od 1 Patriarchy indyjskiego Mahakaśjapy.
Druga liczba oznacza liczbę pokoleń od 28/1 Bodhidharmy, 28 Patriarchy Indii i 1 Patriarchy Chin.
Trzecia liczba oznacza początek nowej linii przekazu w danym kraju.
- 39/29. Huanyou Zhengchuan (1549–1614)
  - 40/30. Xuejiao Yuanxin postanowił zrekreować szkołę yunmen
  - 40/30. Tianyin Yuanxiu (1575–1635)
    - 41/31. Ruo’an Tongwen (1604–1655)
    - 41/31. Shanci Tongji (1608–1645)
    - 41/31. Yulin Tongxiu (1614–1675)
      - 42/32. Maoxi Xingsen (1614–1677)
        - 43/33. Ruchuan Chaosheng (bd)

      - 42/32. Baisong Xingfeng (1612–1674)
      - 42/32.
        - 43/33. Meng’an Chaoge (1639–1708)
          - 44/34. Jialing Xingyin (1671–1726)

  - 40/30. Miyun Yuanwu (1566–1642) 12 spadkobierców
    - 41/31. Shiche Tongsheng (1593–1638) 3 spadkobierców
      - 42/32. Xigan Xingyuan (1609–1679)
      - 42/32. Qiyuan Xinggang (1597–1654) mistrzyni chan, 7 spadkobierczyń
        - 43/33. Yikui Chaochen (1625–1679) mistrzyni chan

    - 41/31. Chaozong Tongren (1604–1648)
    - 41/31. Muyun Tongmen (1591–1671)
    - 41/31. Poshan Haiming (1577–1666)
      - 42/32. Zhangxue Tongzui (1610–1693)
      - 42/32. Xiangya Xingting (1598–1651)

    - 41/31. Hanyue Fazang (1573–1635)
      - 42/32. Tanji Hongren (1599–1638)
      - 42/32. Jiqi Hongchu (1605–1672)
        - 43/33. Baochi Jizong (ur. 1606) mistrzyni chan
        - 43/33. Zukui Jifu mistrzyni chan
        - 43/33. Renfeng Jiyin (bd) mistrzyni chan
        - 43/33. Jiyin Xiangyu (bd)

      - 42/32. Liu Daozhen (bd)
      - 42/32. Dingmu Hongche (bd)
      - 42/32. Jude Hongli (1600–1667)
        - 43/33. Huishan Jiexian (Yuanyun) (1610–1672)
        - 43/33. Bo’an Zhengzhi (Xiong Kaiyuan) (1599–1676)

    - 41/31. Muchen Daomin (1596–1674)
      - 42/32. Lü’an Benyue (zm. 1676) malarz
      - 42/32. Yuan’an Benli (1622–1682)
        - 43/32. Gulu Fan (bd)
          - 44/34. Ziyong Chengru (ur. ok. 1645) mistrzyni chan

      - 42/32. Kuangyuan Benkao
        - 43/33. Shouzun Yuanzhao (1647–1729)
          - 44/34/1. Wietnam tradycja Nguyên Thiều w ramach szkoły lâm tế (czyli linji)

    - 41/31. Wanru Tongwei (1594–1657)
      - 42/32. Jizong Xingche (ur. 1606) mistrzyni chan
        - 42/33. Renhua Fa (bd) mistrzyni chan

    - 41/31. Feiyin Tongrong (1593–1661) 64 spadkobierców
      - 42/32. Hanpu Xingcong (1610–1666)
      - 42/32. Baichi Xingyuan (1611–1662)
      - 42/32. Shujian Huihai (bd)
      - 42/32. Gengxin Xingmi (bd)
        - 43/33. Daozhe Chaoyuan (1602–1662) Japonia, Nagasaki.
          - 44/34/1. Bankei Yōtaku (1622–1793) był jego uczniem przez rok, otrzymał nawet inka, ale nie został jego spadkobiercą

      - 42/32. Yinyuan Longqi (1592–1673) szkoła ōbaku
        - 43/33. Yelan Xinggue (1613–1651)
        - 43/33. Yiran Xingrong (1601–1668)
        - 43/33. Huimen Rupei (1615–1664)

    - 41/31. Shiqi Tongyun (1594–1663)
      - 42/32. Weiji Xingzhi (zm. 1672) mistrzyni chan
        - 43/33. Jingnuo Chaoyue (bd) mistrzyni chan